# Sărmaș
Sărmaș est une commune roumaine du județ de Harghita en Transylvanie. La commune comprend 5 villages : Sărmaș, Fundoaia, Hodoșa, Platonești et Runc.

## Démographie
Selon le dernier recensement effectué en 2002, la commune de Sărmaș a 4 134 habitants.